# Inga eriocarpa
Inga eriocarpa también conocida como agotope es un árbol de tamaño chico a mediano de la familia Fabaceae. El sitio Catalogue of Life registra a Inga eriocarpa Benth como un nombre científico sinónimo de Inga vera subespecie eriocarpa (Benth.) Leon como nombre válido, sin embargo otras clasificaciones lo mantienen como especie válida. Es una especie endémica de México.

## Descripción
Es un árbol de 2 a 18 m alto, tiene tallos cilíndricos a ligeramente angulados, rojizos a amarillento-rojizos, ramas jóvenes finamente cubierto de vellosidades, con la edad lisos.
Las hojas son de 4 a 10 folioladas, con estípulas de 1,2 a 1,5 mm largo, y 1,2 a 3,0 mm ancho, circulares y anchas en la base, caducas; los pecíolos son de 1 a 3,5 cm largo, marginado a alado, cada ala de 4 a 8 mm de ancho, con el raquis de 3 a 11 cm de largo,  alado, cada ala de hasta 1,6 mm de ancho, es lanceolada pero más ancha en la parte superior o en forma de triángulo invertido,  a veces es elíptica, con glándulas entre las hojas, sin soporte, en forma de bandeja o de cúpula con folíolos aplanados, a veces enrollados, base ligeramente asimétrica, en forma de cuña, ápice gradualmente terminado en punta a redondeado, de consistencia similar al papel, el par basal  de 1.8 a 9.5 cm largo y de 2.8 a 5.5 cm ancho, con la parte más ancha en la base, el par apical  de 5 a 17.5 cm largo y 4.2 a 11.5 cm ancho,  anchamente  elípticos; haz  ligeramente brilloso, esparcidamente cubierto de vellosidades, indumento amarillento-rojizo a color de fierro oxidado, más denso en las nervaduras, envés opaco, densamente cubierto de vellosidades.
Las inflorescencias son de 2.5 a 11 cm de largo, con aspecto de espiga, y están agrupadas en manojos, con pedúnculos de 1 a 6 cm largo, cilíndricos, amarillento-rojizos a color fierro oxidado,  cubierto de vellosidades muy densas; eje florífero de 1.5 a 6 cm de largo, con brácteas iguales de 1.3 a 4,5 mm de largo, y 2 a 4 mm de ancho, muy anchas en la base, base ligeramente en forma de corazón, el ápice redondeado o terminado en una ligera punta, son inflorescencias caducas.
La flor de la inflorescencia es robusta, las proximales sin soporte y espaciadas, las distales agrupadas, con botones florales redondeados y cerrados, el cáliz es de 5 a 8 mm de largo, en forma de campana, de color pardo-amarillento, con vellosidades densas, con lóbulos de 1.5 a 2 mm de largo, triangulares; con corola de 0.8 a 1.6  cm de largo, y en forma de volcán, de color amarillento-rojiza, cubierta de vellosidades; presenta estambres  en un tubo estaminal que sobresale ligeramente, de color blanco.
El fruto es tipo legumbre, de 14.5 a 18 cm de largo, y 0.9 a 2.0 cm de ancho, es cilíndrico, acordonado, con rectas ligeramente curvadas, largas y estrechas, con base  estrecha, de ápice terminado en punta, cubierta de vellosidades de color óxido a amarillento-rojizo, las valvas muy reducidas, con márgenes voluminosos, acordonados, tienden a fusionarse en los frutos maduros y estos toman una forma más cilíndrica.

## Distribución
El género Inga cuenta con cerca de 300 especies distribuidas en la América tropical, de las cuales, 36 se encuentran en México, se distribuyen desde México hasta el norte de Argentina, incluyendo las Antillas.
En México la especie Inga eriocarpa es endémica y se le conoce de los estados de Chiapas, Colima, Durango, Guerrero, Jalisco, México, Michoacán, Morelos, Nayarit, Oaxaca, Puebla y Sinaloa.

## Hábitat
Esta especie se encuentra en la selva mediana subcaducifolia. Es una planta característica de vegetación secundaria, es decir, es una especie que coloniza los espacios luego de la destrucción de la vegetación primaria, se ha encontrado en asociación con huertos de mango y maíz, utilizada como cerca viva, también es una especie riparia (crece a orillas de los ríos), asociada con especies de plantas como Leucaena lanceolata, Enterolobium cyclocarpum y Pithecellobium. Se desarrolla en suelos calizos, y se puede encontrar en elevaciones de 850-1100 m s. n. m.

## Usos
Es una especie que tiene una gran diversidad de usos, y es empleada en los sistemas agroforestales, utilizada para sombreado y de bastante utilidad para la apicultura.

## Estado de conservación
No se encuentra bajo alguna categoría de protección de acuerdo a la NOM-059- ECOL- SEMARNAT- 2010. Tampoco está en la lista roja de la UICN.